# Le cose da difendere
Le cose da difendere è il settimo album in studio del cantante italiano Nek, pubblicato il 24 marzo 2002 dalla Warner Music Italia.

## Descrizione
Il disco contiene due duetti: Sei solo tu con Laura Pausini, che ha cantato il ritornello con Nek e Cielo e terra con Dante Thomas.
I singoli estratti sono Sei solo tu, Parliamo al singolare e Cielo e terra.

## Tracce

### Le cose da difendere
1. Le cose da difendere – 3:52 (testo: (Cheope – musica: Nek)
2. Sei solo tu (feat. Laura Pausini) – 3:17 (testo: Cheope – musica: Nek)
3. Parliamo al singolare – 3:31 (testo: Cheope – musica: Daniel Vuletic)
4. Quando non ci sei – 3:41 (testo: Cheope – musica: Nek, Daniel Vuletic)
5. Fatti amare – 4:14 (testo: Cheope, Antonello de Sanctis – musica: Nek, Dado Parisini)
6. Cielo e terra – 3:58 (testo: Cheope – musica: Nek)
7. Tutto di te – 3:52 (Nek)
8. Labirinto – 4:02 (testo: Cheope – musica: Nek)
9. La mia natura – 3:58 (testo: Cheope – musica: Nek)
10. Di conseguenza – 3:52 (testo: Cheope – musica: Nek, Daniel Vuletic)
11. Cielo e terra (feat. Dante Thomas) – 4:01 (testo: Cheope - adatt. inglese: Arnie Roman – musica: Nek)

### Las cosas que defenderé
1. Las cosas que defenderé – 3:52 (testo: (Cheope - adatt. spagnolo: Ignacio Ballesteros – musica: Filippo Neviani)
2. Tán sólo tú (feat. Laura Pausini) – 3:17 (testo: Cheope - adatt. spagnolo: Ignacio Ballesteros – musica: Nek)
3. Hablemos en pasado – 3:31 (testo: Cheope - adatt. spagnolo: Ignacio Ballesteros – musica: Daniel Vuletic)
4. Cuando tú no estás – 3:41 (testo: Cheope - adatt. spagnolo: Ignacio Ballesteros – musica: Nek, Daniel Vuletic)
5. Hazme amarte – 4:14 (testo: Cheope, Antonello de Sanctis - adatt. spagnolo: Ignacio Ballesteros – musica: Nek, Dado Parisini)
6. Cielo y tierra – 3:58 (testo: Cheope - adatt. spagnolo: Ignacio Ballesteros – musica: Nek)
7. Todo de ti – 3:52 (Nek - adatt. spagnolo: Ignacio Ballesteros)
8. Laberinto – 4:02 (testo: Cheope - adatt. spagnolo: Ignacio Ballesteros – musica: Nek)
9. Mi naturaleza – 3:58 (testo: Cheope - adatt. spagnolo: Ignacio Ballesteros – musica: Nek)
10. La consecuencia – 3:52 (testo: Cheope - adatt. spagnolo: Ignacio Ballesteros – musica: Nek, Daniel Vueletic)
11. Cielo y tierra (feat. Dante Thomas) – 4:01 (testo: Cheope - adatt. inglese: Arnie Roman - adatt. spagnolo: Ignacio Ballesteros – musica: Nek)

## Formazione
- Nek – voce, cori, basso, chitarra acustica, chitarra elettrica
- Max Costa – programmazione, tastiera
- Dado Parisini – pianoforte, programmazione, sintetizzatore, tastiera
- Maxx Furian – batteria
- Riccardo Galardini – chitarra acustica, chitarra elettrica, chitarra a 12 corde
- Emiliano Fantuzzi – basso, chitarra, programmazione
- Luciano Galloni – batteria
- Paolo Costa – basso, contrabbasso
- Alfredo Golino – batteria
- Massimo Varini – chitarra solista, chitarra acustica, chitarra sintetica, chitarra elettrica, slide guitar, cori

## Classifiche

### Classifiche settimanali
| Classifica (2002) | Posizione massima |
| ----------------- | ----------------- |
| Austria           | 67                |
| Francia           | 81                |
| Germania          | 34                |
| Italia            | 4                 |
| Spagna            | 48                |
| Svizzera          | 16                |